# Turdus amaurochalinus
Turdus amaurochalinus е вид птица от семейство Turdidae.

## Разпространение
Видът е разпространен в Аржентина, Боливия, Бразилия, Парагвай, Перу, Уругвай и Чили.